# Orthotrichia lentigo
Orthotrichia lentigo är en nattsländeart som beskrevs av Wells 1984. Orthotrichia lentigo ingår i släktet Orthotrichia och familjen smånattsländor. Inga underarter finns listade i Catalogue of Life.